# Viviers (Yonne)
Viviers ist eine französische Gemeinde mit 104 Einwohnern (Stand: 1. Januar 2022) im Département Yonne in der Region Bourgogne-Franche-Comté (vor 2016 Bourgogne) im Osten Frankreichs. Die Gemeinde gehört zum Arrondissement Avallon und zum Kanton Tonnerrois (bis 2015 Tonnerre). 

## Geografie
Viviers liegt etwa 35 Kilometer östlich von Auxerre. Umgeben wird Viviers von den Nachbargemeinden Serrigny im Norden und Nordwesten, Tonnerre im Norden und Osten, Yrouerre im Osten und Südosten, Poilly-sur-Serein im Süden sowie Béru im Westen.
Die Gemeinde liegt im Weinbaugebiet Bourgogne.

## Bevölkerungsentwicklung
| Jahr                      | 1962 | 1968 | 1975 | 1982 | 1990 | 1999 | 2006 | 2013 |
| ------------------------- | ---- | ---- | ---- | ---- | ---- | ---- | ---- | ---- |
| Einwohner                 | 134  | 128  | 130  | 153  | 130  | 108  | 124  | 137  |
| Quelle: Cassini und INSEE |      |      |      |      |      |      |      |      |

## Sehenswürdigkeiten
- Kirche Saint-Phal
- Schloss Viviers aus dem 17. Jahrhundert, Monument historique seit 1984